# 尊尼获加
尊尼获加（英語：Johnnie Walker）又譯，是一個苏格兰威士忌品牌，由帝亚吉欧在英國基尔马诺克的釀酒廠酿造。

## 商標的演變
尊尼獲加的商標本來是一個走路中的英國紳士，但到了2000年代初期，為使商品更國際化，所以把原來清楚的人像變成一個抽象形體，去除了原來商標人物的種族特色。並且由原本的向左邊行走，轉變成向右邊行走。
直至2015年，再在原本的商標人物增加細節，令商標人物看來更加像一個人物。

## 等級區分
約翰走路（英語：Johnnie Walker）以調和威士忌聞名於世界，其中大多數產品並沒有標示年分，而使用約翰走路酒廠本身的規則，由等級低到高分別為：紅牌(red label) < 黑牌(black label) < 綠牌(green label) < 金牌(gold label) < 藍牌(blue label)，而特殊版本則依照年份及稀有性獨立看待。